# Petrus Voogd
Petrus (Piet) Voogd (Meppel, 16 september 1873 – Bloemendaal 14 juni 1939) was een Nederlandse onderwijzer en leraar, sociaaldemocraat, initiatiefnemer van de Arbeiders Jeugd Centrale (AJC), en, samen met Koos Vorrink, de eerste bezoldigd bestuurder van het Instituut voor Arbeidersontwikkeling (IVAO). Hij wordt wel aangeduid als de "apostel van de inwendige zending".

## Onderwijzer en leraar
Petrus Voogd werd geboren in 1873 als zoon van Maria Haarsma en Barend Voogd, koperslager en winkelier te Meppel. Toen hij drie jaar oud was overleed zijn vader. In 1888 ging hij naar de kweekschool in Nijmegen, en later in 's-Hertogenbosch. Vanaf 1892 werkte Voogd op diverse plaatsen in Nederland als onderwijzer: in Nunspeet, Hoek van Holland, Meppel, Gorinchem en Terborg. In 1898 ging hij in Amsterdam werken. Daar leerde hij Elisabeth Antonia (Eva) Pull (1877-1948) kennen. Zij was vrijdenker en lid van de Sociaal-Democratische Arbeiderspartij (SDAP). Voogd werd zelf ook actief lid van die partij en gaf gratis les aan leden van De Zaaier. In de tussentijd behaalde hij de middelbare akte Duits en werd in 1902 leraar aan het Vossius Gymnasium in Amsterdam.
Op 30 juli 1903 trouwde Piet Voogd met Eva Pull. Ze kregen twee dochters.
In 1905 werd Voogd leraar in Tiel. In 1907 werd hij daar vice-voorzitter van de SDAP-afdeling, en het jaar daarna voorzitter. Hij had radicaal-linkse opvattingen, geïnspireerd door het marxisme. In 1909 gaf hij zijn lidmaatschap van de SDAP op, om lid van de Sociaal-Democratische Partij (SDP) te worden. Een jaar later nam hij ontslag als leraar, ging naar Amsterdam en werd weer lid van de SDAP. Hij ging zich volledig wijden aan de ontwikkeling van (socialistische) arbeiders en jongeren.

## Socialistisch ontwikkelingswerk
Voogd onderhield goede contacten met de Duitse sociaaldemocratie en bepleitte naar Duits voorbeeld scholing van de partijkaders in het wetenschappelijk socialisme. Uit die tijd dateren een aantal artikelen van Voogd die zijn gekenschetst als de "meest uitvoerige bijdrage aan de Nederlandsche theorie en praktijk van het socialistisch ontwikkelingswerk".
Voogd kan worden beschouwd als een van de belangrijke initiatiefnemers tot de oprichting van de Arbeiders Jeugd Centrale (AJC) in 1918, de overkoepelende organisatie van sociaaldemocratische jeugdorganisaties. Hij speelde ook een vooraanstaande rol in de oprichting van de Socialistische Jeugd Internationale.
In 1923 bereidde Voogd de oprichting voor van het Instituut voor Arbeidersontwikkeling (IVAO). Alle scholings- en vormingsactiviteiten van de vakcentrale NVV en van de SDAP werden daarin ondergebracht. Voogd en Koos Vorrink werden in 1924 aangesteld als de eerste bezoldigde bestuurders van dit instituut, dat in 1960 overging in het Nivon.

## Andere werkzaamheden
Naast zijn werk als leraar, het socialistisch jeugdwerk en zijn werk in het kader van de arbeidersontwikkeling verrichtte Voogd ook nog andere werkzaamheden, zoals:
- Van 1919 tot 1923 gemeenteraadslid van Laren.
- Van 1928 tot 1935 lid van de Provinciale Staten van Noord-Holland.
- Van 1935 tot 1938 lid van de gemeenteraad van Haarlem.[2]
- Vertaler uit het Duits, bijv. van De Achttiende Brumaire van Louis Bonaparte van Karl Marx, onder de titel Van republiek tot dictatuur.[6]